# Велижское городское поселение
Ве́лижское городско́е поселе́ние — муниципальное образование в составе Велижского района Смоленской области России.
Административный центр — город Велиж.
Образовано законом от 2 декабря 2004 года.
Главой поселения и Главой администрации является Карповский Владимир Михайлович.

## Географические данные
- Общая площадь: 42,49 км²
- Расположение: северная часть Велижского района
- Граничит:
  - на северо-востоке и востоке — с Селезнёвским сельским поселением
  - на юго-востоке — с Печенковским сельским поселением
  - на юге и западе — с Крутовским сельским поселением Велижского района Смоленской области
  - на севере — с Псковской областью
- По территории поселения проходят автомобильные дороги Р133 Смоленск — Невель и Р131 Велиж — Сеньково (граница с Беларусью).
- Крупная река: Западная Двина.

## Население
| 2012  | 2013  | 2014  | 2015  | 2016  | 2017  | 2018  |
| ----- | ----- | ----- | ----- | ----- | ----- | ----- |
| 7965  | ↘7768 | ↘7659 | ↘7524 | ↘7501 | ↘7437 | ↘7210 |
| 2019  | 2020  | 2021  | 2024  |       |       |       |
| ↘7125 | ↘7040 | ↘6668 | ↘6351 |       |       |       |

## Населённые пункты
В состав городского поселения входят 18 населённых пунктов:
| №  | Населённый пункт | Тип     | Население |
| -- | ---------------- | ------- | --------- |
| 1  | Велиж            | город   | ↘6005     |
| 2  | Арютинки         | деревня | 26        |
| 3  | Боровлево        | деревня | 15        |
| 4  | Дадоны           | деревня | 1         |
| 5  | Курмели          | деревня | 0         |
| 6  | Лаврентьево      | деревня | 29        |
| 7  | Ляхово           | деревня | 177       |
| 8  | Новка            | деревня | 63        |
| 9  | Ночевки          | деревня | 0         |
| 10 | Очистка          | деревня | 0         |
| 11 | Проявино         | деревня | 0         |
| 12 | Рябинка          | деревня | 13        |
| 13 | Саксоны          | деревня | 3         |
| 14 | Чернейка         | деревня | 155       |
| 15 | Чернецово        | деревня | 3         |
| 16 | Щеткино          | деревня | 0         |
| 17 | Ястреб-1         | деревня | 25        |
| 18 | Ястреб-2         | деревня | 17        |